# San Gerónimo de Guayabal
San Gerónimo de Guayabal é um município da Venezuela localizado no estado de Guárico.
A capital do município é a cidade de Guayabal.